# Johannes Vloten
Johannes Vloten lub Johannes van Vloten (ur. 18 stycznia 1818 r., zm. 21 września 1883 r.) – holenderski historyk i filozof. W latach 1854–1867 profesor na uczelni w Deventer. Gorący zwolennik Spinozy, propagował jego teorie między innymi w czasopiśmie "De Levensbode, Tijdschrift op oubepaalde Tijden". W latach 1858–1872 napisał "Nederlands opstand tegen Spanje", wydane w pięciu tomach, a w roku 1862 "Baruch d'Espinoza", powtórnie wydane za jego życia w 1871.